# (27000) 1998 BO44
1998 بي أو 44 (ويعرف أيضًا باسم (27000) 1998 بي أو 44 وفق تسمية الكوكب الصغير) (بالإنجليزية: 1998 BO44)‏ هو كويكب ضمن حزام الكويكبات؛ وترتيبه 27000 من حيث الاكتشاف.
اكتُشف هذا الجُرم الفلكي بواسطة بحث لنكولن عن الكويكبات القريبة من الأرض في 22 يناير 1998.

## وصلات خارجية
- (27000) 1998 BO44 في قاعدة بيانات مختبر الدفع النفاث لأجرام النظام الشمسي الصغيرة

- الاكتشاف · مخطط المدار ·  العناصر المدارية · المعلمات المادية

- (27000) 1998 BO44 على موقع ويكي سكاي: DSS2, SDSS, GALEX, IRAS, Hydrogen α, X-Ray, Astrophoto, Sky Map, Articles and images